# Kikuo Takano
Kikuo Takano (in giapponese 高野 喜久雄?; Isola di Sado, 20 novembre 1927 – 1º maggio 2006) è stato un poeta e matematico giapponese.
Cominciò a scrivere poesie alla fine della II guerra mondiale. Fonte d'ispirazione sono stati il surrealismo e Heidegger. Ha scritto poesie che si interrogano sul significato dell'esistenza. È stato premiato con il Premio Attilio Bertolucci per le sue poesie.
Takano ha condotto inoltre ricerche sulla formula del pi greco ed è stato reso noto principalmente da tali ricerche.

## Libri pubblicati
- Toward Meaning: Poems of Kikuo Takano, P.S., A Press, Middletown Springs, VT, 2004, ISBN 1-889087-10-6, OCLC 57022910.
- In the High Sky - Selected Poems (Italian), Mondadori, 2003, ISBN 88-04-51316-0.

Libri tradotti in italiano: 
L'anima dell'acqua e altre poesie (Empirìa, Roma, 1996, trad. Y. Matsumoto, cura M. Giannotta, pp. 52, ISBN 88-85303-38-2)
Secchio senza fondo - poesie 1952-1998 (Fondazione Piazzolla, Roma, 1999, trad. Y. Matsumoto, cura P. Lagazzi, pp. 223)
Nel cielo alto - poesie scelte (Mondadori, Milano, 2003, trad. Y. Matsumoto, cura P. Lagazzi, pp. XXIII-160, EAN: 9788804513162)
L'infiammata assenza (Edizioni del Leone, Venezia, 2005, trad. Y. Matsumoto, cura R. Minore, pp. 112, EAN: 9788873141488)
Il senso del cielo - poesie 1955-2006 (Passigli, Firenze, 2017, trad. Y. Matsumoto, cura R. Minore, pp. 203, EAN: 9788836815890)